# 亚历山大·海因里希
亚历山大·魯道夫維奇·海因里希（俄語：Александр Рудольфович Гейнрих；1984年10月6日—），乌兹别克斯坦足球运动员， 俄罗斯德意志人，司职前锋和中场。亚历山大·海因里希18岁时被评为乌兹别克斯坦足球先生，4次获得烏茲別克職業足球聯賽冠军，4次夺得烏茲別克盃冠军，1次获得独联体杯冠军，还曾随莫斯科中央陆军夺得一次俄羅斯足球超級聯賽冠军。海因里希代表烏茲別克國家足球隊参加了2004、2007、2011三届亚洲杯和几届世界杯外围赛。

## 职业生涯
亚历山大·海因里希1984年生于苏联安格連的一个俄罗斯德意志人家庭。2001年，海因里希的足球职业生涯从杜斯特利克足球俱乐部起步。一个赛季之后，他转会塔什干棉农足球俱乐部。2002年，即加盟塔什干棉农的第一个赛季，海因里希在23场比赛中打入9个进球。塔什干棉农在这一年同时夺得了烏茲別克職業足球聯賽和烏茲別克盃冠军。这一年海因里希首次入选烏茲別克國家足球隊，还被评为乌兹别克斯坦足球先生。这时他刚满18岁。
2003年，海因里希转会俄羅斯足球超級聯賽劲旅莫斯科中央陆军足球俱乐部。尽管随队摘得2003年俄超冠军，但他在莫斯科过得并不如意，仅仅在联赛里出场2次，打入1球。加上杯赛出场2次，他一共只打了4场正式比赛。2004年，他一场正式比赛都没有踢。加盟中央陆军之后，他大多数时间只能在莫斯科中央陆军二队踢球。然而，2003年和2004年他仍然被提名为乌兹别克斯坦足球先生。2003年的评选中，他最终排名第三。2004年最终排名第二。
2005年，他短暂回归老东家塔什干棉农，12场比赛中打入5球。这个赛季塔什干棉农成为了联赛、杯赛双冠王。同年，海因里希再次前往俄罗斯，加盟另一只俄超球队莫斯科鱼雷足球俱乐部。整个赛季，他上场21次，却未能收获一个进球。2006年，海因里希又一次进入乌兹别克斯坦足球先生评选，最后排在第二名。2006赛季结束之后，他又一次回到了塔什干棉农队。这次回归塔什干棉农，他从2007年至2010年间在73场联赛中打入39球。期间，塔什干棉农在2007年同时夺得联赛、杯赛、独联体杯冠军，2009年再次夺得杯赛冠军。
2011年初，塔什干棉农将他租借给韩国水原三星藍翼足球俱樂部。在水原三星，海因里希19次出场打入3球。 之后，海因里希永久转会阿联酋拉斯海玛的酋长俱乐部。在那里，他仅仅出场六次，随即转投哈萨克斯坦阿克托比足球俱樂部。在阿克托比，海因里希与队友先后问鼎哈薩克超級足球聯賽和哈薩克超級盃。2014年年中，他回国加盟塔什干火车头足球俱乐部。由于与俱乐部不合，海因里希解约前往哈萨克斯坦，在2015年2月加盟哈萨克斯坦足球超级联赛奥尔达巴希足球俱乐部。
亚历山大·海因里希代表乌兹别克斯坦参加了2004、2007、2011三届亚洲杯，随队获得2011年亚洲杯第四名。他还代表国家队参加了2006、2010、2014、2018年世界杯外围赛。

## 荣誉

### 俱乐部
塔什干棉农
- 烏茲別克職業足球聯賽冠军(3)：2002（英语：2002 Uzbek League）, 2005（英语：2005 Uzbek League）, 2007（英语：2007 Uzbek League）
- 烏茲別克盃冠军(4)：2001/2002（俄语：Кубок Узбекистана по футболу 2001/2002）, 2005（俄语：Кубок Узбекистана по футболу 2005）, 2007（俄语：Кубок Узбекистана по футболу 2007）, 2009（俄语：Кубок Узбекистана по футболу 2009）
- 独联体杯冠军(1)：2007（俄语：Кубок чемпионов Содружества 2007）

莫斯科中央陆军
- 俄羅斯足球超級聯賽冠军(1)：2003（英语：2003 Russian Premier League）

阿克托比
- 哈萨克斯坦足球超级联赛冠军(1)： 2013（英语：2013 Kazakhstan Premier League）
- 哈薩克超級盃冠军(1)： 2014（英语：2014 Kazakhstan Super Cup）

塔什干火车头
- 烏茲別克盃冠军(1)：2014（俄语：Кубок Узбекистана по футболу 2014）

### 个人
- 乌兹别克斯坦足球先生（英语：Uzbekistan Footballer of the Year） (1): 2002